# Сарр
Сарр (фр. Sarre) — муніципалітет в Італії, у регіоні Валле-д'Аоста.
Сарр розташований на відстані близько 600 км на північний захід від Рима, 6 км на південний захід від Аости.
Населення — 4941 особа (2014).
Щорічний фестиваль відбувається 22 вересня. Покровитель — Святий Маврикий.

## Демографія
Населення за роками:

Станом на 1 січня 2023 року в муніципалітеті офіційно проживало 206 іноземців з 39 країн, серед них 62 громадяни країн Євросоюзу та 10 громадян України.

## Сусідні муніципалітети
- Аоста
- Емавіль
- Жиньо
- Грессан
- Жовансан
- Сен-П'єр